# Théorème de Hirzebruch-Riemann-Roch
En mathématiques, le théorème de Hirzebruch-Riemann-Roch, du nom de Friedrich Hirzebruch, Bernhard Riemann et Gustav Roch, est un résultat démontré par Hirzebruch en 1954 donnant une réponse au problème de Riemann-Roch pour les variétés algébriques complexes en toutes dimensions. Ce fut la première généralisation du théorème de Riemann-Roch classique pour les surfaces de Riemann, avant le théorème de Grothendieck-Hirzebruch-Riemann-Roch démontré trois ans plus tard.

## Énoncé
Le théorème de Hirzebruch-Riemann-Roch s'applique à tout fibré vectoriel holomorphe E sur une variété complexe compacte X, pour calculer la caractéristique d'Euler holomorphe de E,c'est-à-dire 
{\displaystyle \chi (X,E)=\sum _{i=0}^{\dim _{\mathbb {C} }X}(-1)^{i}\dim _{\mathbb {C} }H^{i}(X,E)}
Le théorème exprime χ(X, E) en fonction des classes de Chern Cj(E) de E, et des polynômes de Todd Tj en les classes de Chern du fibré tangent holomorphe de X. Il s'agit d'éléments de l'anneau de cohomologie de X; en utilisant la classe fondamentale (en) (c'est-à-dire, l'intégration sur X) on peut les considérer comme des nombres. Voici donc le théorème de Riemann-Roch-Hirzebruch :
ch(E) désignant le caractère de Chern en cohomologie
{\displaystyle \operatorname {ch} (E)=\sum \exp(x_{i}).}
On peut donc reformuler le théorème comme suit :
où td(X) est la classe de Todd du fibré tangent à X.